# XVe siècle
Le XVe siècle a débuté le 1er janvier 1401 et a pris fin le 31 décembre 1500.
Ce siècle se situe entre le Moyen Âge et l'Époque moderne.
La population mondiale à la fin de ce siècle est estimée à 460 millions d'habitants, répartie essentiellement entre trois grands foyers ; Chine-Japon-Corée, Inde et Europe de l'Ouest. Cette dernière est encore marquée par la peste noire de 1347–1352 qui a décimé 25 à 50 % de la population européenne.

## Événements

### Afrique
- 1394-1418 : règne de Nshare, fondateur du royaume bamoun. Fils d'un chef tikar de Rifoum, il traverse le Mbam avec ses frères Mfonso  et Mfonban (Morunta) pour installer sa suprématie sur les plateaux de l’ouest camerounais[2] (XIVe siècle selon la tradition, fin XVIe siècle ou début XVIIe selon certains historiens). Sa fille Mgouopou lui succède à sa mort de 1418 à 1461[3]. Dix-huit souverains de sa dynastie se succèdent jusqu’au XIXe siècle, dont Mbuembue et Njoya.

- XIVe et XVe siècles : organisation d'États centralisés en Afrique centrale[4]. Selon une tradition orale, une femme nommée Ngounou aurait eu quatre fils : Kongo, Vili (Loango), Woyo (Ngoyo) et Tyo (Ingobella). Ils auraient fondé des royaumes sur la rive droite du Congo. Le Loango, limité au nord par la forêt équatoriale et à l’ouest par l’Atlantique, est constitué par une confédération de tribus et contrôle au début du XVe siècle les États voisins de Kakongo et Ngoyo. À l’arrivée des Portugais en 1482, son autorité n’est plus reconnue par la plupart des tribus vassales et quelques années plus tard, le Loango est tributaire du Kongo. L’Ingobella, royaume des Tyo (appelés encore Téké ou Anzike), est limité à l’est et au sud par le fleuve Congo, à l’ouest par le Loango et au nord par la forêt. Son peuple, qui joue vraisemblablement un rôle important dans la traite, porte des coups sévères au royaume du Congo au XVIe siècle[5].
- Vers 1400: la dynastie dadjo qui règne sur le Darfour, héritière du royaume de Méroé, est remplacée par une dynastie toundjour[6]. Le Ouadaï (Tchad) est soumis à la dynastie animiste Toundjour venue du Darfour. À l’est, le Kordofan est aussi occupé par des Toundjour, mais son rôle est très effacé. Les Toundjour ne peuvent pas résister à l’offensive de l’Islam et sont soumis par des Noubas musulmans[7].

- 1414 : relations diplomatiques entre Malindi et la Chine. Apogée du comptoir arabe de Zanzibar sur la côte swahilie[8].

- 1415 : conquête de Ceuta par le Portugal. Début des expéditions atlantiques des navigateurs portugais. Ils s'installent à Madère (1419) et aux Açores (1427) puis explorent les côtes africaines : ils passent le cap Bojador (1434), le cap Vert (1444), l’Équateur (1471), le cap de Bonne-Espérance (1488) et ouvrent la route des Indes en réalisant la première circumnavigation de l'Afrique (1497-1499)[9].

- 1430-1433 : les Touaregs s'emparent de Tombouctou (1430) et d'Oualata (1433). Le Mali est privé des revenus du commerce transsaharien. Gouverné par des souverains sans envergure, le Mali perd le Mema au profit de l'Empire songhaï (1465), le Baghena et le Wagadou au profit des Mossi vers 1470 tandis qu'au Sénégal se constitue le royaume peul du Fouta-Toro qui limite son accès à la côte ; il demande en vain de l’aide au Portugal mais est bientôt réduit à son pays d’origine, le Haut Niger[10].

- Vers 1450-1629 : l’État de Monomotapa, fondé par Nyatsimba Mutota entre le Zambèze et le Limpopo, les régions aurifères de l’actuel Zimbabwe, connaît une période florissante grâce au commerce avec les Arabes de Sofala. Il échange de l’or contre des produits de Perse, d’Inde, de Malaisie ou de Chine[11].

- Après 1450 : fondation du royaume Adansi au Ghana actuel par Opon Enim durant la seconde partie du siècle. Les Adansi règnent sur le peuple Akan, mais sont vaincus par les Denkyira qui imposent leur autorité à leurs voisins jusqu’à la fin du XVIIe siècle[12].

- 1464-1492 : règne de Sonni Ali Ber fondateur de l'Empire songhaï[13]. Les Songhaï occupent le Mema (1465), prennent le contrôle de Tombouctou (1468) puis occupent Djenné (1473)[10].

- XVe – XVIe siècles : des nilotes Lwo venus du Bahr el-Ghazal pénètrent à l’est du lac Albert et donnent la dynastie Bito au royaume de Kitwara. Le premier roi bito Roukidi fonde le Bunyoro qui recouvre à son apogée selon la tradition l’ensemble de la zone interlacustre, débordant même sur l’Éthiopie, les pays kenyans, le Tanganyika et le Rwanda. Il installe son frère Kimera dans une chefferie vassale, à l'origine du royaume de Bouganda[14].
- Les Nupes chassent les Yorubas du vieil Oyo (Sud-Ouest de l’actuel Nigeria) au début du siècle ; ils se réfugient à Kasu, chez les Bariba puis à Igboho, puis réorganisent leur armée basée à Ikoyi, avant de reconquérir leur territoire sur les Nupes au début du XVIe siècle[15]. La civilisation d'Oyo a subi l’influence d’Ife, comme en témoignent les scarifications tracées sur les terres cuites et les bronzes représentant le visage des souverains[16].

- Fabrication de têtes de bronze selon la technique de la fonte à cire perdue dans le royaume du Bénin (Nigeria). Elles représentent des obas (rois), des courtisans, des chefs de tribus, des chasseurs, des marchands et même des soldats portugais[17].

- Les royaumes Haoussa sont attaqués par le Bornou à la fin du siècle[18].
- Les Peuls apparaissent dans le Fouta-Djalon à la fin du siècle[19].
- La tribu Songye s’installe sur le haut-Lualaba (fleuve Congo) et soumet les autochtones. Cette fusion est à l’origine du peuple et du royaume luba fondé par Ilunga Mbidi, surnommé Kalala Ilunga[20].

### Amérique
- Vers 1400-1450 : période tardive de la civilisation du Mississippi. Début du déclin des Mound Builders et abandon des villes amérindiennes, sans doute causés par la raréfaction des ressources (sur-chasse, destructions des forêts, épuisement des sols agricoles) et les changements climatiques du petit âge glaciaire. Sécheresses, inondations et hivers rudes auraient perturbé les récoltes et provoqué malnutritions (attesté par la découverte de tombes de personnes particulièrement maigres) et maladies, entrainant des migrations et des guerres[21].
- 1428-1521 : fondation et expansion de l'empire aztèque au Mexique[22]. Les souverains aztèques entreprennent la soumission des peuples voisins : Totonaques, Mixtèques, Zapotèques, Tarasques. Ils développent une civilisation brillante, héritière des Toltèques, de Teotihuacan et des Mayas[23].
- 1438-1471 : expansion rapide de l’empire inca au Pérou qui devient un puissant État centralisé pendant le règne de l'empereur Pachacutec[24].
- Vers 1441-1461 : la capitale maya Mayapan est détruite par un soulèvement paysan contre les Cocom (nobles)[25]. L’État est divisée en petites communautés. La civilisation maya arrive à son terme[23].
- 1471-1525 : l'Empire inca est à son apogée au Pérou et en Bolivie sous les règnes de Tupac Yupanqui et Huayna Capac[23].

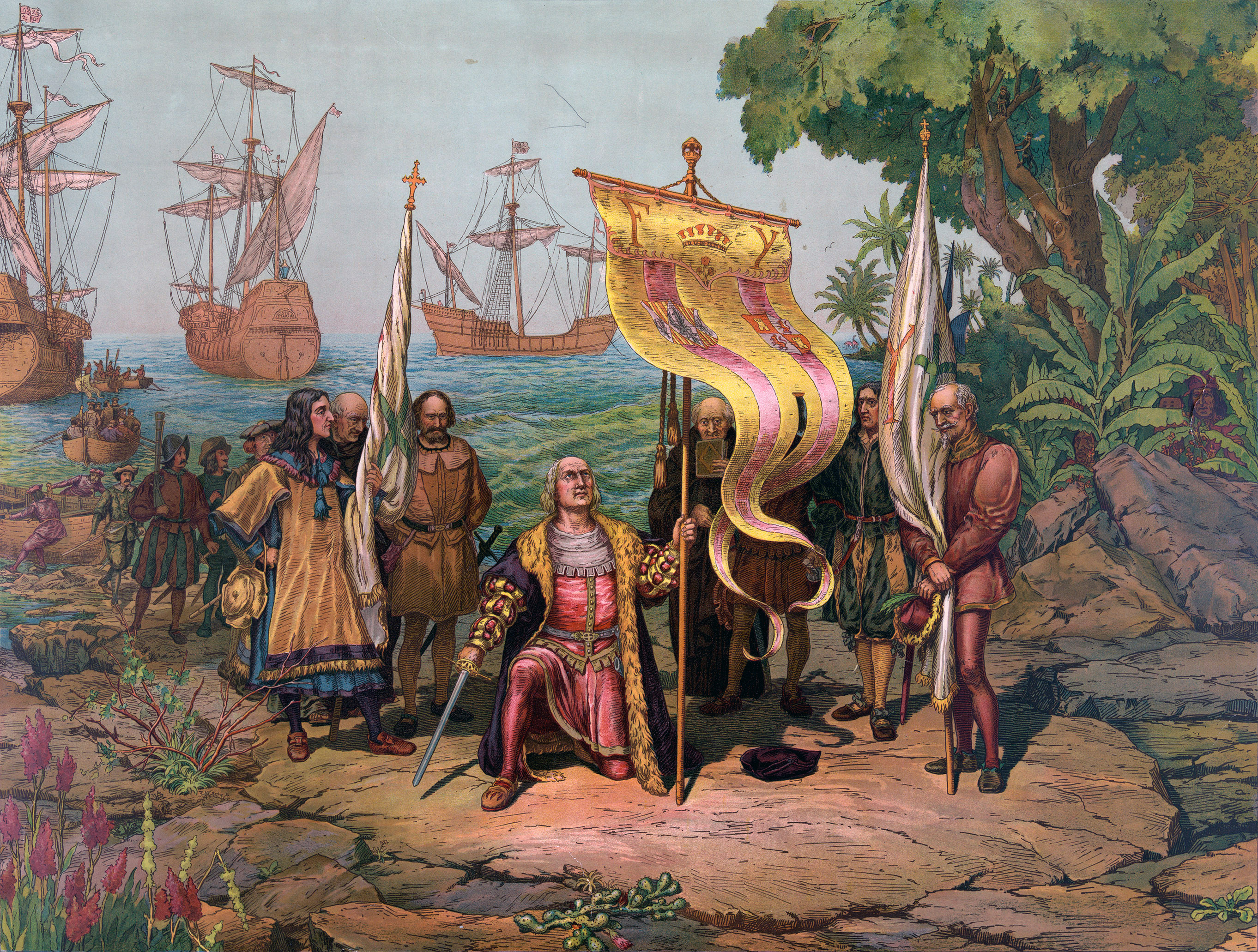
1492 : Christophe Colomb atteint l'Amérique. Début de l'Époque moderne.

- 1492-1498 : trois premiers voyages de Christophe Colomb[26] ; premiers contacts d'Européens avec les Amérindiens aux Antilles.

### Asie et Pacifique
- Vers 1400, Indonésie : l’islam prend pied au début du siècle dans l’Ouest de Java, dans la région de Bantam et à l’Est, dans la région de Surabaya. L’organisation sociale et politique des principautés locales demeure intacte, mais l’Islam fait disparaître le système des castes au profit de la conception de l’égalité des hommes devant Dieu. L’hindouisme recule et finit par trouver refuge à Bali. Vers 1400, à partir de Malacca, l’islam atteint Kalimantan, puis les îles Sulu au Sud des Philippines et enfin les Moluques à la fin du siècle[27].
- 1405-1433 : la dynastie Ming, qui fait de Pékin sa capitale (1421), s'ouvre au monde avec les expéditions de l'amiral Zheng He avant de se replier sur elle-même sur le plan diplomatique et commercial[28] à la suite de rivalités de pouvoir à la cour impériale, de catastrophes naturelles et d'échecs militaires face aux Oïrats (1449).

- 1407-1507 : renaissance timouride en Asie centrale autour de Hérat et Samarcande, sous les règnes de Shah Rukh, Baysunghur, Ulugh Beg et Husayn Bayqara[29].
- Vers 1432 : menacé par les thaïs du royaume d'Ayutthaya, le roi khmer Ponhea Yat abandonne d'Angkor et installe sa capitale à Basan (Srey Santhor) puis à Chaktomuk (« quatre faces »), sur le site de Phnom Penh. Déclin de l'Empire khmer[30].

- 1434 : le pouvoir des Phagmodrupas est contesté par la maison de Rinpung au Tibet. Début des luttes entre les écoles religieuses du Tibet central, les Karmapa et les Gelugpa[31].

- 1452-1453 : destruction de l'île volcanique de Kuwae qui englobait les îles actuelles d’Epi et Tongoa de l'archipel du Vanuatu à la fin de l'année 1452 ou au début de 1453, son éruption étant à l'origine d'un hiver volcanique[32].
- 1480-1546 : l'Islam progresse à Java[33].
- 1497-1499 : le navigateur portugais Vasco de Gama est le premier Européen à atteindre les Indes par voie de mer en contournant le cap de Bonne-Espérance[26].

### Europe

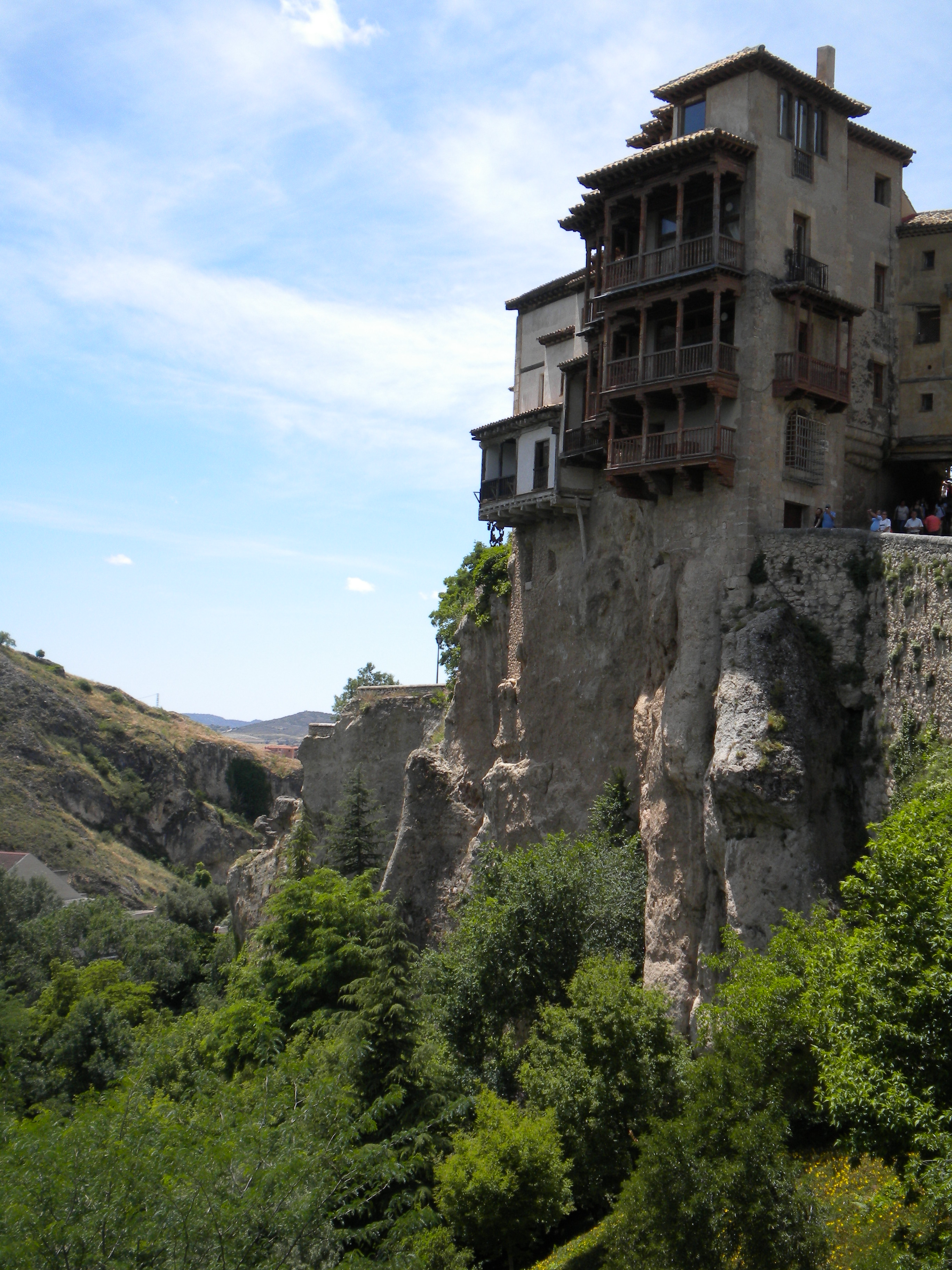
Maison en Cuenca (Espagne) - XVe siècle.

Dans l’imaginaire occidental comme en Europe, la Renaissance et l'Italie sont étroitement liées. Au XVe siècle, le Quattrocento est resté comme un temps marqué par l’avènement de l'idéal antique (science grecque, droit romain), de foisonnement de réalisations architecturales et d'inventions (Léonard de Vinci), mais aussi un essor du commerce, de guerres (guerre de Cent Ans, guerres d'Italie), d'expansions et de ruptures (prise de Constantinople puis de l' Inquisition espagnole), de nouvelles questions (avec le développement de l'humanisme chrétien) ainsi que des bouleversements religieux . Le XVe siècle marque une nouvelle connaissance du monde, surtout avec la découverte de l'Amérique par Christophe Colomb.

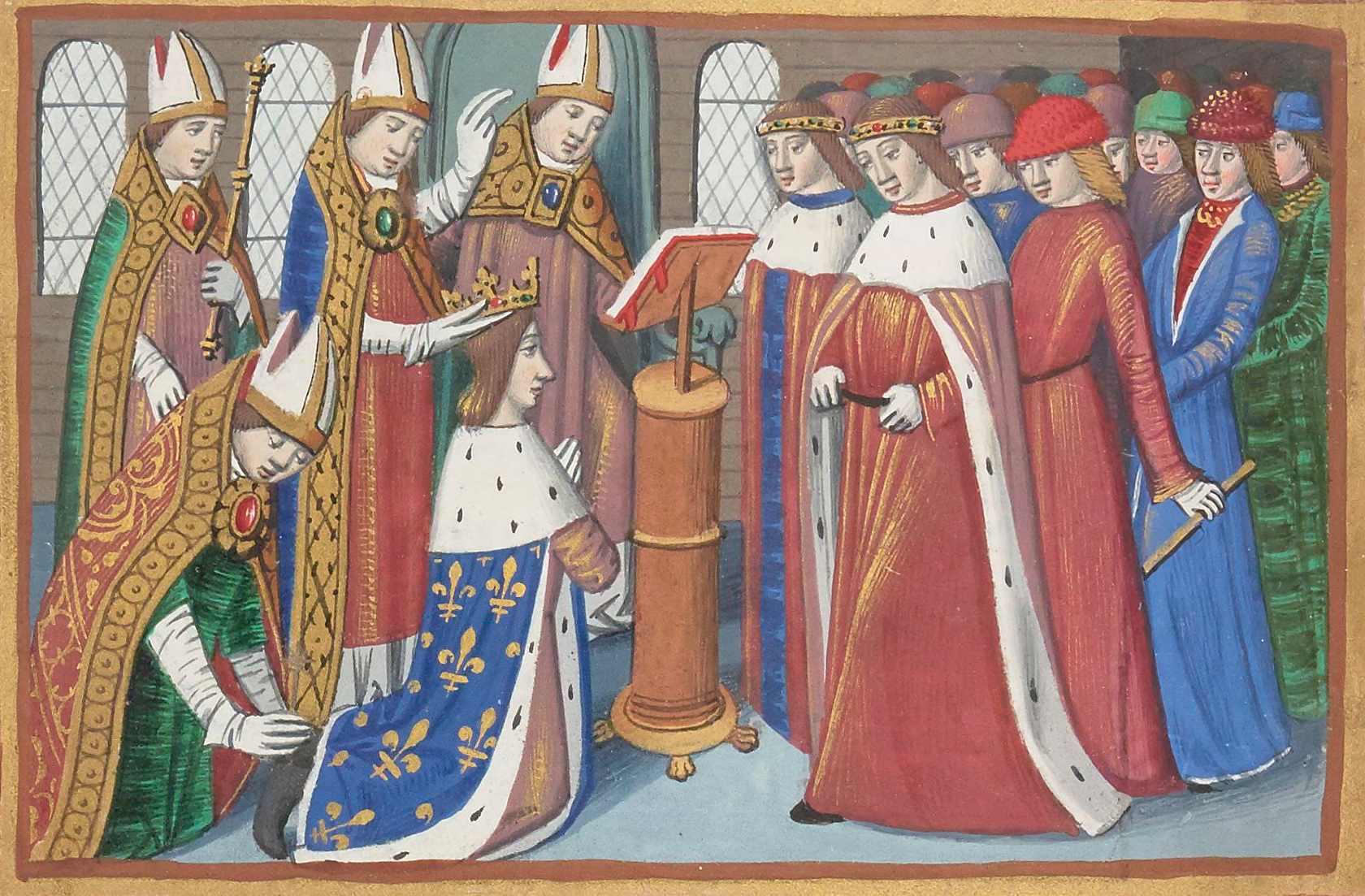
Sacre de Charles VII à Reims. Enluminure du manuscrit de Martial d'Auvergne, Les Vigiles de Charles VII, BnF, département des manuscrits, Ms. Français 5054,, vers 1484.

La guerre de Cent Ans entre la France et l'Angleterre et les Guerres de Bourgogne (1474-1477) retardent l'essor de la Renaissance en France. La première occupe au XVe siècle une place importante dans l'imaginaire collectif français (courage de Du Guesclin, folie de Charles VI, épopée de Jeanne d'Arc, sacre de Charles VII...) et européen (archétype de la guerre absurde et interminable) tant par l'hostilité que la longévité de la guerre.
La prise de Constantinople par les Ottomans marque la chute de l'Empire byzantin (1453). Avec la prise de Grenade et la fin de la Reconquista espagnole en 1492, les confrontations face aux franges du monde arabo-musulman ont affirmé une identité européenne. L’islam disparaît d’Europe occidentale. Des conflits entre les Européens et les Turcs, par exemple les guerres moldo-ottomanes commencent. Si l’unité politique de l’Europe chrétienne face aux Ottomans et musulmans ne s'est pas concrétisée, les États chrétiens ont rêvé néanmoins d’une Europe unie sous le christianisme.
- 1397-1523 : Union de Kalmar entre le Danemark, la Norvège et la Suède[35].
- 1407-1435 : guerre civile entre Armagnacs et Bourguignons en France[36].
- 1415 :
  - exécution de Jan Hus, précurseur du protestantisme[35].
  - bataille d'Azincourt[35].
- 1419-1434 : la défenestration de Prague déclenche les croisades contre les hussites en Bohême[37].
- 1428-1429 : siège d'Orléans. Epopée de Jeanne d'Arc et couronnement de Charles VII à Reims[35].
- 1453 : 
  - la bataille de Castillon met fin à la guerre de Cent Ans[38].
  - chute de Constantinople et fin de l'Empire romain d'Orient (Empire byzantin) au profit de l'Empire ottoman[38].
- 1454-1466 : guerre de Treize Ans entre l’ordre Teutonique et la Pologne[39].
- 1455-1485 : guerre des Deux-Roses, trente ans de guerres dynastiques en Angleterre[40].
- 1474-1477 : guerres de Bourgogne, que terminent la bataille de Nancy[41].
- 1477-1482 : guerre de Succession de Bourgogne[42].
- 1492 : fin des guerres de Grenade et de la Reconquista en Espagne ; expulsion des Juifs d'Espagne[43].

## Personnages significatifs

### Personnalités politiques

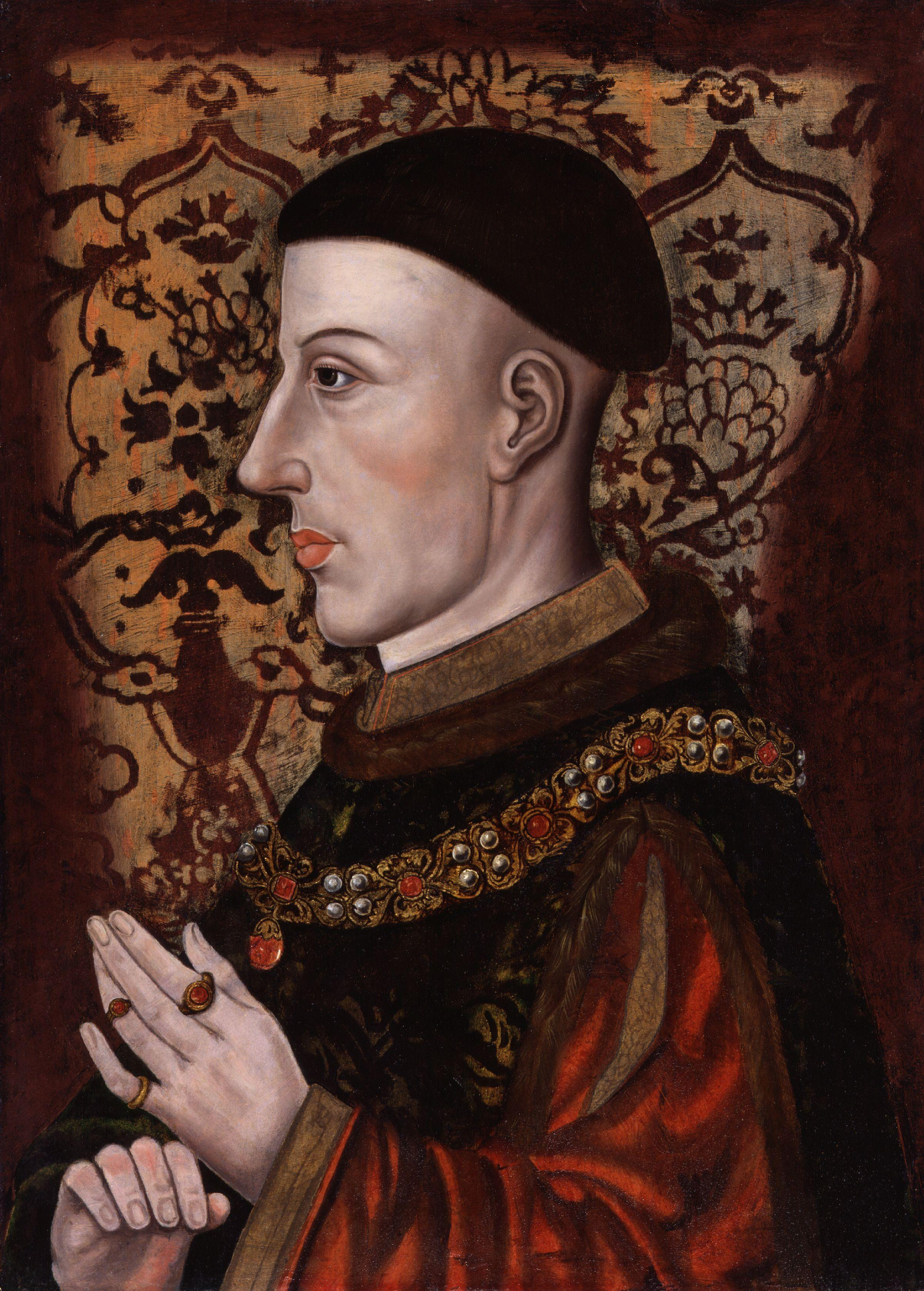
Henri V
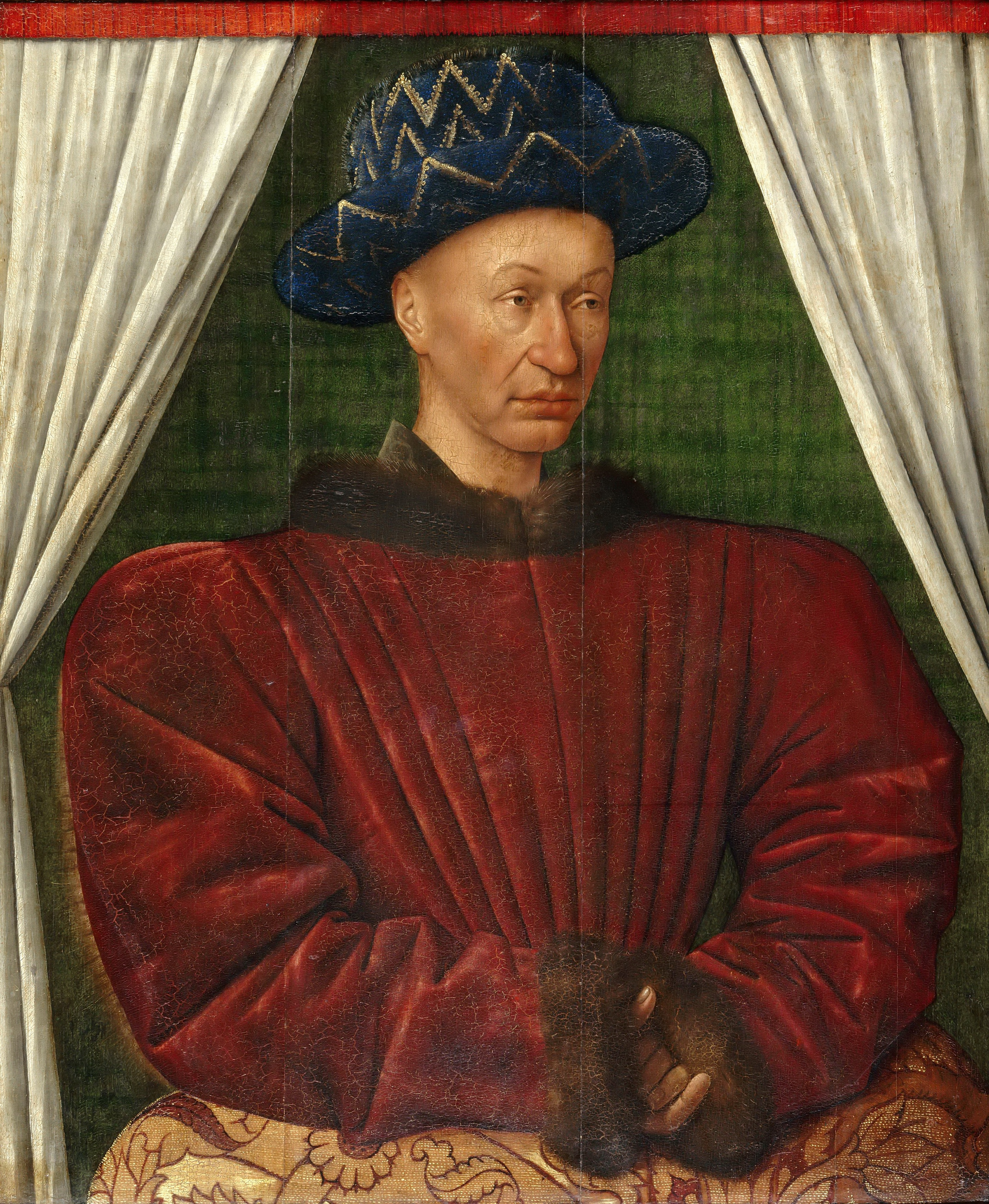
Charles VII
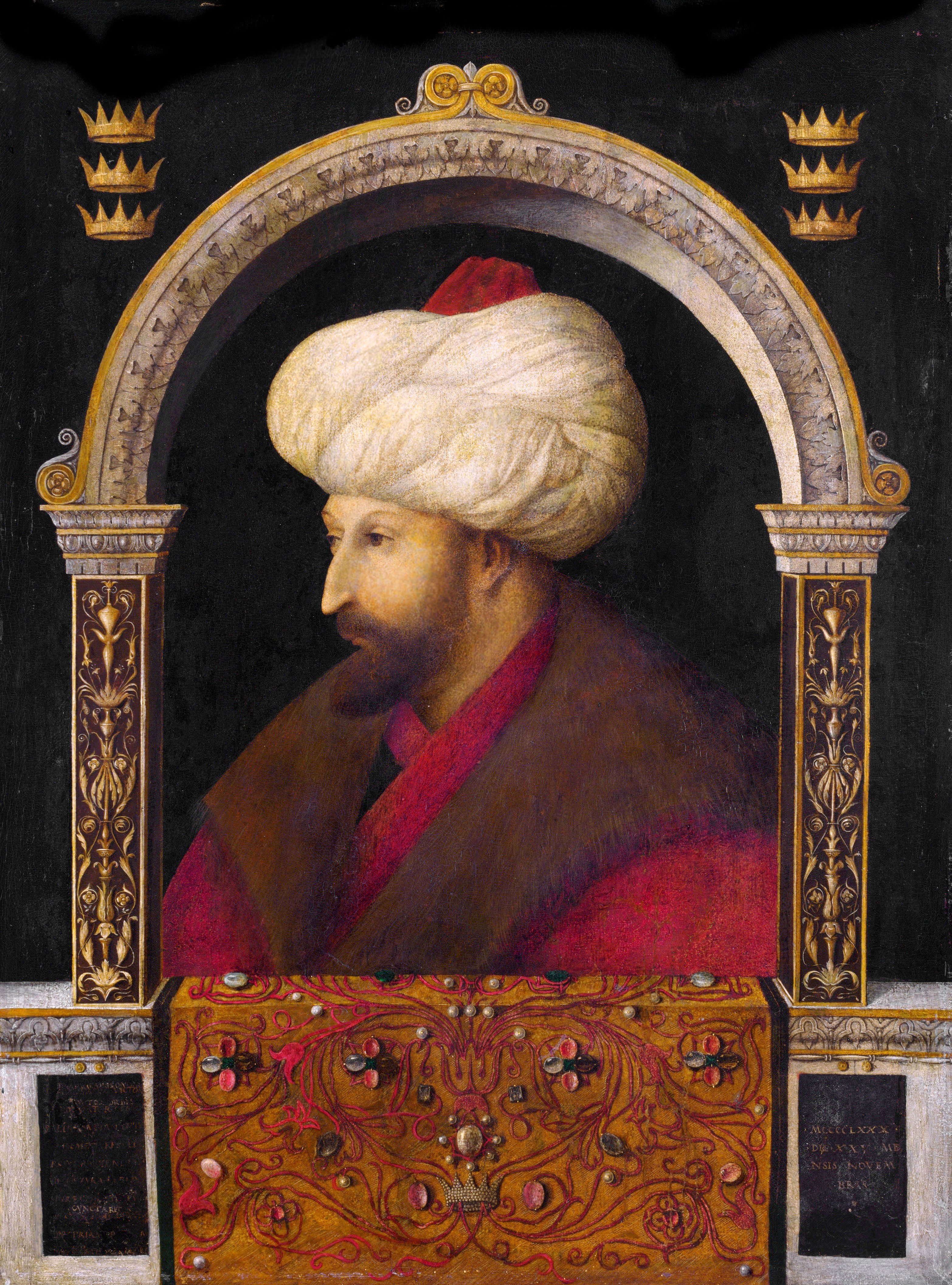
Mehmed II
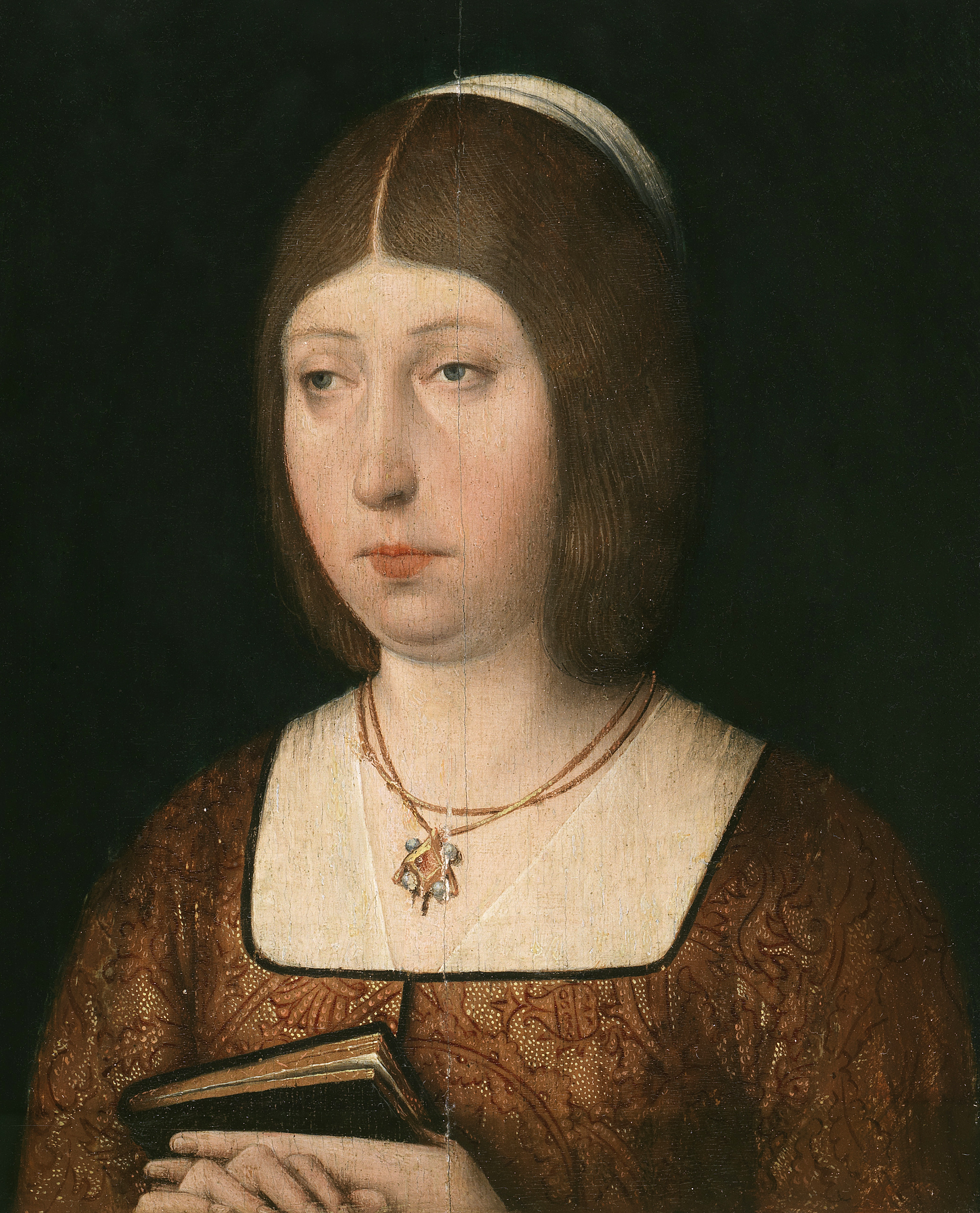
Isabelle Ire de Castille
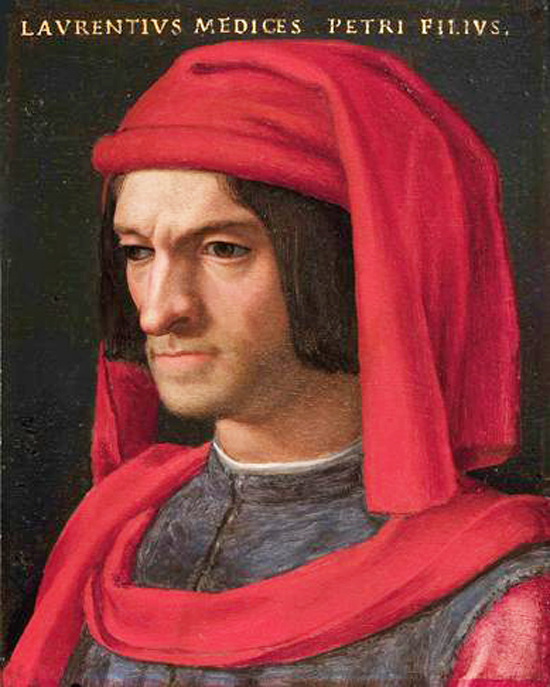
Laurent de Médicis

- Yongle (1360 - 1424), un des empereurs chinois les plus prestigieux.
- Jean sans Peur (1371-1419) ou Jean Ier de Bourgogne, prince de la maison capétienne de Valois, duc de Bourgogne, comte de Flandre, d'Artois et de Charolais, comte palatin de Bourgogne, seigneur de Mâcon, Chalon et autres lieux.
- Henri V d'Angleterre (1387-1422), le roi d'Angleterre qui a gagné la bataille d'Azincourt .
- Jacques Cœur (~1395-1456), financier habile, le grand argentier de Charles VII est emprisonné (1451) pour lèse-majesté.
- Philippe le Bon (1396-1467) ou Philippe III de Bourgogne, prince français de la troisième branche, bourguignonne, de la dynastie capétienne, la maison capétienne de Valois, et duc de Bourgogne et des Pays-Bas bourguignons de 1419 à 1467 et autres titres.
- Charles VII de France (1403–1461), dit le Victorieux, le Bien Servi ou bien le petit roi de Bourges. Il réorganise l'administration (création des parlements de province) ainsi que les armées françaises en créant la première vraie armée permanente de la couronne et fait de l'artillerie une force à part entière. Il met fin à la guerre de Cent Ans. C'est à partir de son règne que les rois de France s'affirment de plus en plus sur les seigneurs, ce qui entraîne le déclin progressif du système féodal en France.
- Louis XI (1423-1483), roi de France.
- Mathias Corvin (1443-1490), roi de Hongrie et mécène.
- Charles VIII (1470-1498), roi de France.
- César Borgia (1475-1507), fils du pape Alexandre VI.
- Charles le Téméraire (1433-1477), duc de Bourgogne, vaincu trois fois par les Suisses.
- Marguerite d'York (1446-1503), sœur des rois Édouard IV et Richard III d'Angleterre, troisième et dernière épouse du duc de Bourgogne Charles le Téméraire. En son siècle, elle est la duchesse la plus élégante, la plus riche et la plus puissante d'Europe.
- Tupac Yupanqui (1441-1493), empereur de l'empire inca.
- Laurent de Médicis (1449-1492), dit le Magnifique, prince de Florence.
- les Rois catholiques, Isabelle Ire de Castille (1451-1504) et Ferdinand II d'Aragon (1452-1516), artisans de l'unité de l'Espagne, à travers l'union dynastique des royaumes de Castille et d'Aragon, l'achèvement de la Reconquête (Grenade, 1492) et l'annexion du royaume de Navarre (1512).
- Constantin XI Paléologue, dernier empereur byzantin (1448-1453).
- Mehmed II, sultan turc ottoman (1451-1481) conquérant de Constantinople (1453).

### Écrivains, philosophes et humanistes
Voir : Philosophes et humanistes du XVe siècle.
- Jérôme de Prague (1379-1416), principal disciple de Jan Hus, comme lui théologien, universitaire et réformateur tchèque, comme lui martyr de la pensée et brûlé vif.
- Flavio Biondo (en latin Flavius Blondus), (1392, Forli - 1463), historien, archéologue et humaniste de la Renaissance Italienne, qui fut le premier à utiliser l'expression "Moyen Âge".
- François Villon (Paris, 1431 - après 1463), poète et aventurier français.
- Pic de la Mirandole (1463-1494), humaniste italien, considéré comme le fondateur de la Kabbale chrétienne.

### Imprimeurs, éditeurs et libraires
Événement majeur de l'histoire occidentale du XVe siècle sur le plan technologique, économique et intellectuel, l'imprimerie permet de diffuser des textes, des images, des idées ou des cartes géographiques d'une façon inconnue jusque-là.
- Gutenberg (1400-1468), inventeur de l'imprimerie moderne en Occident.
- Pierre Schoeffer (ou Peter Schöffer) (vers 1425-vers 1503 à Mayence en Allemagne) typographe-imprimeur allemand qui perfectionne l'invention de Gutenberg, la presse typographique.
- Johann Fust (vers 1400 à Mayence -1466 à Paris, finance les travaux de Gutenberg et de Pierre Schoeffer et reprend leur travail d'imprimeur.
- Albrecht Kunne, né à Duderstadt en Bavière (1430-1520) est un imprimeur d'incunables.
- Jean Mentel, imprimeur-typographe (1410 à Sélestat dans le Bas-Rhin en Alsace -1478).
- Michael Furter († 1516 ou 1517 à Bâle), imprimeur de langue allemande établi à Bâle.
- Nicolaus Ketelaer, imprimeur hollandais, actif à Utrecht à la fin du XVe siècle.
- Anton Koberger (Nuremberg v. 1443 - 3 octobre 1513), imprimeur nurembourgeois, imprime La Chronique de Nuremberg (Liber Chronicorum) de Hartmann Schedel (1440-1514) l'un des premiers cartographes à utiliser les presses d'imprimerie.
- Alde Manuce, (1449, Bassiano dans les Marais Pontins - 6 février 1515, Venise), éditeur et imprimeur vénitien.
- Laurent Coster (Haarlem, vers 1370 – vers 1440), imprimeur néerlandais.
- Antoine Vérard, éditeur et libraire à Paris.
- William Caxton (comté de Kent, v. 1422 - v. 1491) imprimeur anglais.
- Johann Amerbach imprimeur suisse, mort à Bâle en 1515.
- Ottaviano Petrucci (Fossombrone, 18 juin 1466 - Venise, 7 mai 1539), imprimeur vénitien qui, en 1501, est le premier à imprimer un recueil musical, Harmonice Musices Odhecaton.
- Ulrich Gering (mort à Paris, 1510) introduit l'imprimerie à Paris en 1470.

### Explorateurs
- Zheng He (ou Huang Ho, 1371 - 1435), explorateur chinois menant sept expéditions entre 1405 et 1433 vers l'océan Indien et l'Afrique, à la demande de Yongle.
- Henri le Navigateur (Porto, 1394 - Sagres, 1460), troisième fils du roi du Portugal Jean Ier, principal organisateur des Grandes Découvertes.
- Christophe Colomb (Gênes, 1451 - Valladolid, 1506), navigateur italien.
- Vasco de Gama (Sines, vers 1469 - Cochin, 1524), navigateur portugais.

### Religieux
- Jehan Lagadeuc, Bretagne, rédacteur du Catholicon (1464).
- Jérôme Savonarole (Ferrare, 1452 - Florence, 1498), dominicain florentin.
- Torquemada (Valladolid, 1420 - Ávila, 1498), dominicain, Grand Inquisiteur espagnol.
- Basilius Bessarion (Trébizonde, 1403 - Ravenne, 1472), cardinal et patriarche latin de Constantinople.
- Jan Hus (entre 1369 et 1373-1411), théologien, universitaire et réformateur tchèque, martyr de la pensée, brûlé vif.

### Militaires
- Gilles de Rais, (vers 1405-1440), maréchal de France.
- Jeanne d'Arc (Domrémy-la-Pucelle, 1412 - Rouen, 1431), héroïne française.